# Metropolitano de Barcelona
O Metropolitano de Barcelona foi inaugurado em 31 de Dezembro de 1924. O sistema metroviário de Barcelona tem 170 quilômetros, divididos em 12 linhas que atendem 183 estações posição de 8 de novembro de 2021 . As linhas 1, 2, 3, 4, 5, 9, 10 e 11 são administradas pela empresa estatal "Transportes Metropolitanos de Barcelona" através do "Ferrocarril Metropolitano de Barcelona": estas linhas têm a extensão de 143 quilômetros. As demais linhas 6 ,7, 8 e 12 são controladas pela empresa estatal "Ferrocarrils de la Generalitat de Catalunya", que pertence à "Generalitat de Catalunya".

## História

### Gran MetroeEl Transversal

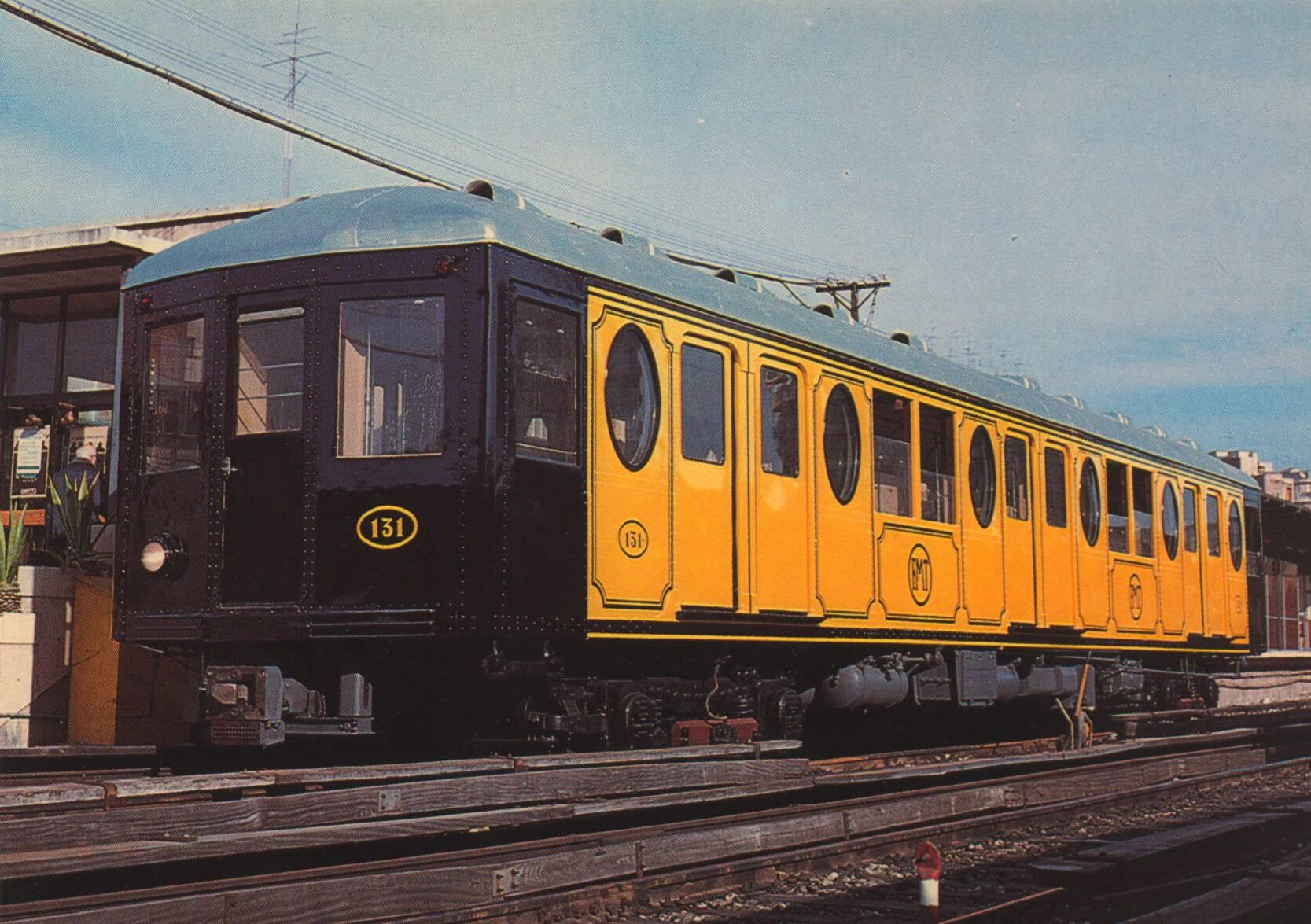
Trem pertencente à série 100 El Transversal.

No início do século XX começou a estudar a ideia de linhas de construção ferroviária urbano na cidade de Barcelona. No final de 1920, a empresa foi fundada Ferrocarril Metropolitano de Barcelona SA, também conhecido como El Transversal, que teve como objetivo iniciar o projeto de instalação de uma estrada de ferro elétrico e transversal metropolitana de Barcelona, entre as linhas de Barcelona para Tarragona e Barcelona para a França, onde a estação atual Espanya seria o seu ponto de partida. Em 26 de março, 1921, a empresa foi fundada Gran Metropolitano de Barcelona SA, constituída por empresas Barcelona Bondes SA, Railways Catalunya SA, Banco de Vizcaya, Banco Hispano Colonial e Arnus Garí SA. No mesmo ano, a empresa iniciou a construção da linha de Lesseps - Liceo (hoje Linha 3), projetado pelo engenharia industrial Santiago Rubio i Tudurí, a fim de participar da linha de trem subterrâneode um distrito de Gràcia e Plaza de Colón.
Em 7 de março de 1922 a Câmara Municipal aprovou o decreto-lei que permitia a execução do projecto de construção da linha entre Plaza Catalunya e Bordeta da empresa A Cruz e, em 8 de junho daquele ano, o rei Alfonso XIII presidiu a Plaza Espanya a cerimônia de abertura dos trabalhos da linha. Em 30 de dezembro 1924, o Fernando de Baviera, em nome do rei Afonso XIII inaugurou a primeira linha de metrô, conhecido como Gran Metro, que decorreu entre Lesseps e Catalunya, com 2.470 km de comprimento e 4 estações. Em 31 de Maio 1925, a estação Fontana abriu a Gran Metro, localizado entre as estações de Lesseps e Diagonal, que são espaçados 1.362 km distância. Em 5 de julho de 1925 foi estendido em 878 m do Gran Metro, da Catalunha para Liceo, totalizando 3,348 km e 6 estações de serviço.
O 10 de setembro de 1926 a segunda linha da rede (corrente Linha 1) foi inaugurada, chamado El Transversal, correndo entre as estações Bordeta e Catalunha, com um comprimento de 3,948 km e 9 estações. A 19 de dezembro de 1926 foi prorrogada em três temporadas do Grand Metro, com um ramal que correu a partir da estação Aragon Com esta mais recente expansão, o metro foi feito duas linhas, 18 estações e uma extensão de mais de 8 km. Em 1929, a Ferrocarril de Barcelona a Sarriá é soterró, inaugurado em 1863, onde atualmente circulam o Linha 6.
Em 1 de julho de 1932 a estação de Catalunya foi renovado e ampliado El Transversal a partir da estação de Arc de Triomf e, na outra extremidade da linha foi estendida de Bordeta para Bordeta Garagens. A 1 de abril de 1933 foi estendido El Transversal a partir do Marina, que foi construído pela Compañía de los Caminos de Hierro del Norte de España, graças ao creditar o Transversal Companhia obteve o Câmara Municipal.

### Guerra Civil e do pós-guerra
Durante o Guerra Civil Espanhola a extensão da rede de metrô foram afetados porque, nesta fase, os túneis foram usados como abrigos por civis ou como lojas de equipamento militar. A 24 de janeiro de 1941 foi publicado no Boletín Oficial del Estado da Lei de Bases da Administração Ferroviária, que entrou em vigor em 1 de fevereiro de 1941, a fim de abolir todas as concessões públicas e privadas a avaliar la bitola espanhola, incluindo Metro de Barcelona. No entanto, em 1943, a Companhia tornou-se Transversal novamente com a gestão da exploração agrícola, graças a uma decreto do mesmo ano. A 15 de abril de 1944 continuou o Gran Metro on 121,87 m para a estrada de ferro Fernando, bem como a instalação dos primeiros escadas rolantes em estações de Diagonal e Aragón e novas sistemas de iluminação em todas as estações a rede.

### 1950's até hoje
As empresas que operam a rede do metro Barcelona (Gran Metropolitano de Barcelona SA e FC Metropolitano de Barcelona SA) se fundiram em 28 de Junho de 1961, sendo a primeira empresa absorvida pelo segundo, e os nomes foram mudados linhas I (El Transversal),  II 'e' III  (Gran Metro). O 30 de novembro de 1969 o linha V é inaugurado, também conhecido como Transversal Alto, que decorreu entre Collblanc e Diagonal, e abrangeu um total de 7 estações. Em 5 de fevereiro de 1973 é inaugurada a  linha IV  com 6 estações.

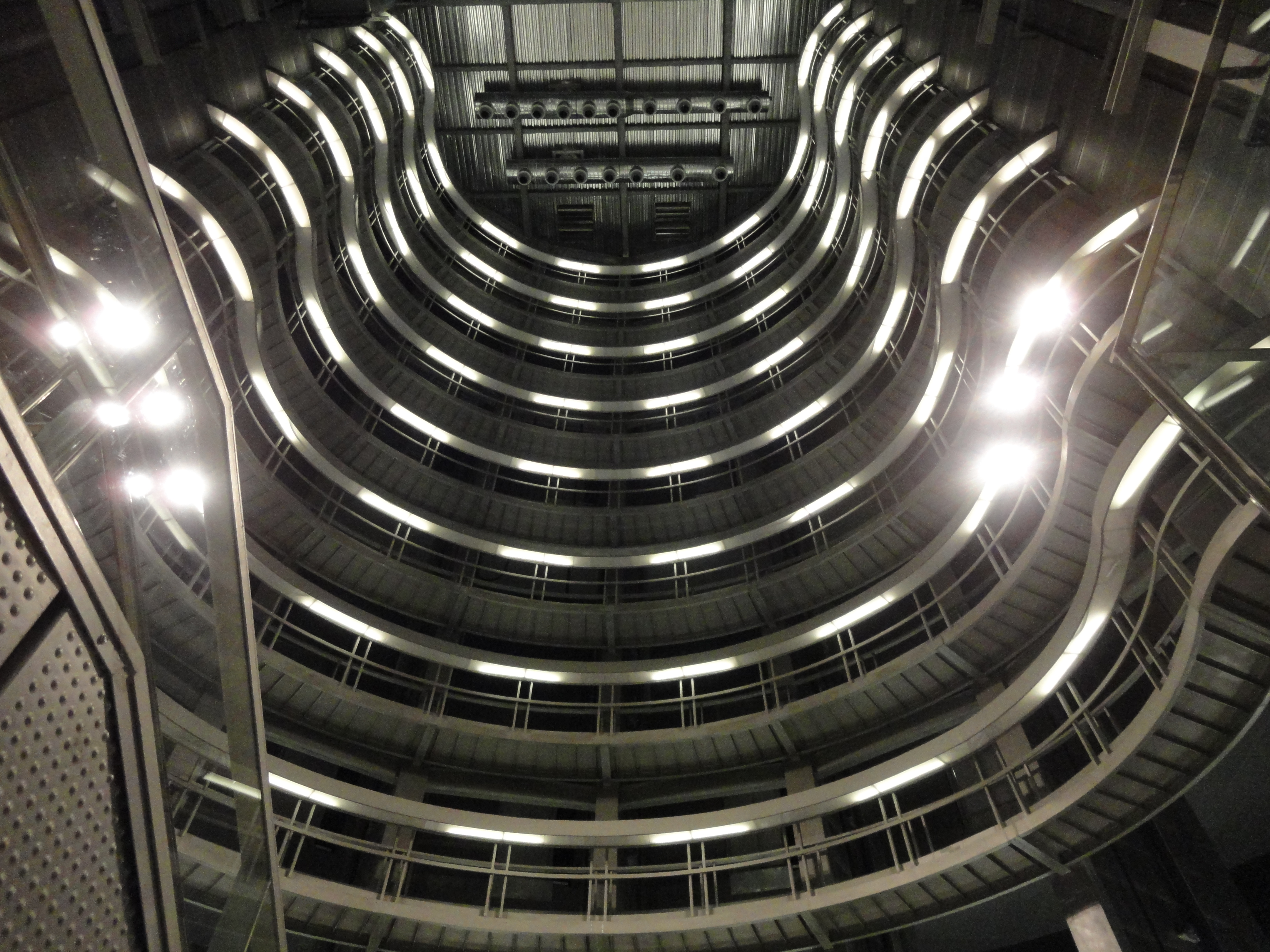
Estação de Llefià em L10.

No início 1980, com o estabelecimento do democracia para Espanha, a rede de metro foi transferido para o Generalitat de Catalunya e Câmara Municiapal de Barcelona agência foi criada Transportes Metropolitanos de Barcelona para operar a rede. Em 1982, o nome das estações e linhas foi modificado: o  linha I 'foi alterado para Linha 1 ou L1, o linhas III e III-B por linha 3 ou L3, o 'linha IV por linha 4 ou L4, a linha V por linha 5 ou L5 e os nomes das estações foram alteradas pelo nome de catalão ou renomeados.
O 25 de setembro de 1995 a linha 2 com seis estações abre da Sant Antoni de Sagrada Familia, cujas obras foram paralisadas desde 1973 e, três meses depois, em 31 de dezembro, foi prorrogado de Sant Antoni para Paral·lel.
Em 2002, a linha 11 com cinco estações e uma extensão de 2,3 km foi inaugurado. No mesmo dia, os nomes de 3 linhas foram alteradas, linha U6 por linha 6, linha U7 por linha 7 e linha S3 por linha 8.
Em 13 de dezembro de 2009, a linha 9 abre com cinco estações localizadas no município de Santa Coloma de Gramenet de Can Zam para Can Peixauet, a primeira linha automática de metrô de Espanha. A 18 de abril, 2010 a linha 10, a terceira linha automática com quatro estações em Espanha, de Bon Pastor para Gorg e linha 9 expandiu mais estações.

## Linhas
| Linha    | Operadora | Inauguração | Percurso                                |
| -------- | --------- | ----------- | --------------------------------------- |
| Linha 1  | TMB       | 1926        | Hospital de Bellvitge - Fondo           |

Mapa da rede de Metro de Barcelona en 2020.

| Linha 2  | TMB       | 1995        | Paral·lel - Badalona Pompeu Fabra       |
| Linha 3  | TMB       | 1924        | Zona Universitària - Trinitad Nova      |
| Linha 4  | TMB       | 1973        | Trinitad Nova - La Pau                  |
| Linha 5  | TMB       | 1969        | Cornellà Centre - Vall d'Hebron         |
| Linha 6  | FGC       | 1863        | Plaça de Catalunya - Sarrià             |
| Linha 7  | FGC       | 1954        | Plaça de Catalunya - Avenida Tibidabo   |
| Linha 8  | FGC       | 1912        | Espanya - Moli Nou - Ciutat Cooperativa |
| Linha 9  | TMB       | 2009        | La Sagrera - Can Zam                    |
| Linha 9  | TMB       | 2009        | Aeroport T1 - Zona Universitària        |
| Linha 10 | TMB       | 2010        | La Sagrera - Gorg                       |
| Linha 10 | TMB       | 2010        | Collblanc - ZAL - Riu Vell              |
| Linha 11 | TMB       | 2003        | Trinitad Nova - Can Cuiàs               |
| Linha 12 | FGC       | 2016        | Sarrià - Reina Elisenda                 |

### Linhas operadas pela"Transportes Metropolitanos de Barcelona – TMB"

#### Linha 1

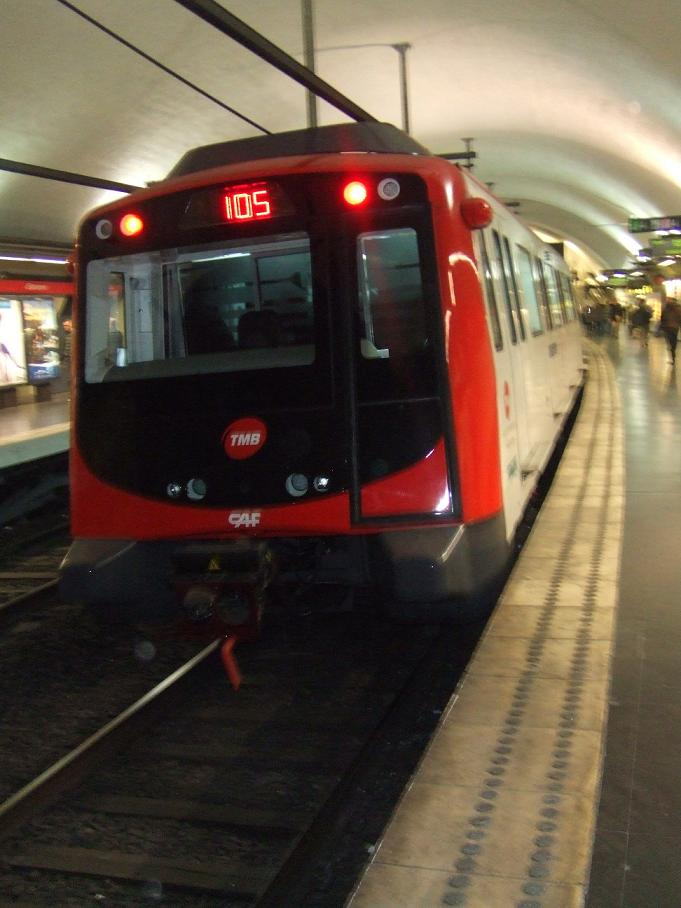
Trem modelo 6000 utilizado na Linha 1

A Linha 1 do Metropolitano de Barcelona é a segunda linha mais antiga do sistema. Foi criada como "Ferrocarril Metropolitano Transversal de Barcelona", também chamado de "Metro Transversal", com o objetivo de unir as estações ferroviárias que existiam no início do século XX com o local da "Exposição Universal de Barcelona" que aconteceu em 1929 no bairro Montjuïc. A estação Espanya está situada junto à entrada da Feira. Foi por esse motivo que essa linha foi construída com bitola de 1 668 milímetros (bitola ibérica), já que devia servir para a passagem dos trens da rede de bitola ibérica da Catalunha. Durante as obras de construção em 1924, 11 operários morreram por causa de uma inundação no trecho entre as ruas Comte d'Urgell e Casanova.
O primeiro trecho a entrar em serviço, no ano de 1926, foi entre as estações Plaça de Catalunya e Bordeta: esta última viria a ser desativada em 1983 e se localizava entre as estações Santa Eulàlia e Mercat Nou. Em 1933, foi executado o primeiro prolongamento da linha, entre as estações Plaça de Catalunya, Arc de Triomf (então "Triunfo-Norte") e Marina. Nos anos 1950 e 1960, a linha foi estendida na direção do distrito de Sant Andreu, chegando até Fabra i Puig em 1954, e até Torras i Bages em 1968. No fim da década de 1980 e início da década de 1990, foi ampliada novamente em direção ao município de Hospitalet de Llobregat, chegando em 1989 até a estação Hospital de Bellvitge, e do outro lado em direção a Santa Coloma de Gramenet, sendo inaugurada em 1992 a estação final de linha Fondo.
O traçado da linha é de via dupla subterrânea, exceto no trecho entre a saída de Plaça de Sants e Santa Eulàlia, aonde circula pela superfície. A Linha 1 possui pátio de manobras e oficinas em Santa Eulàlia e em Sagrera.

#### Linha 2

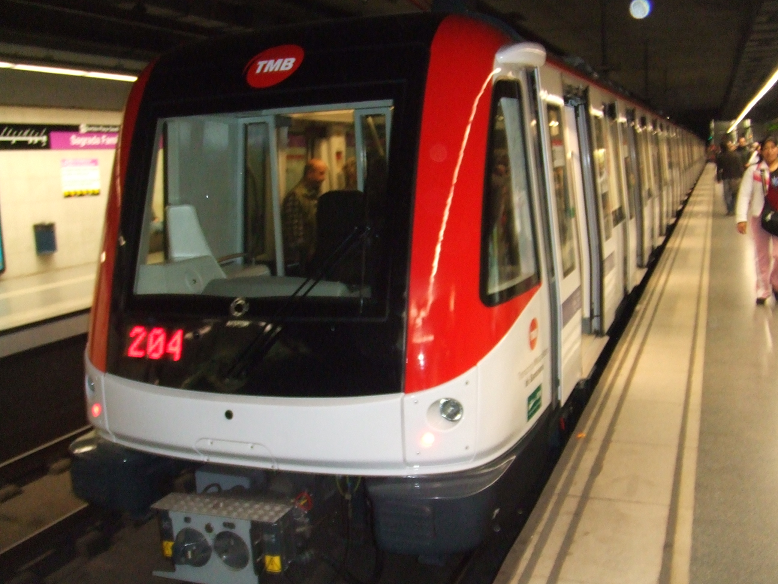
Serie 9000 circula na linha Linha 2

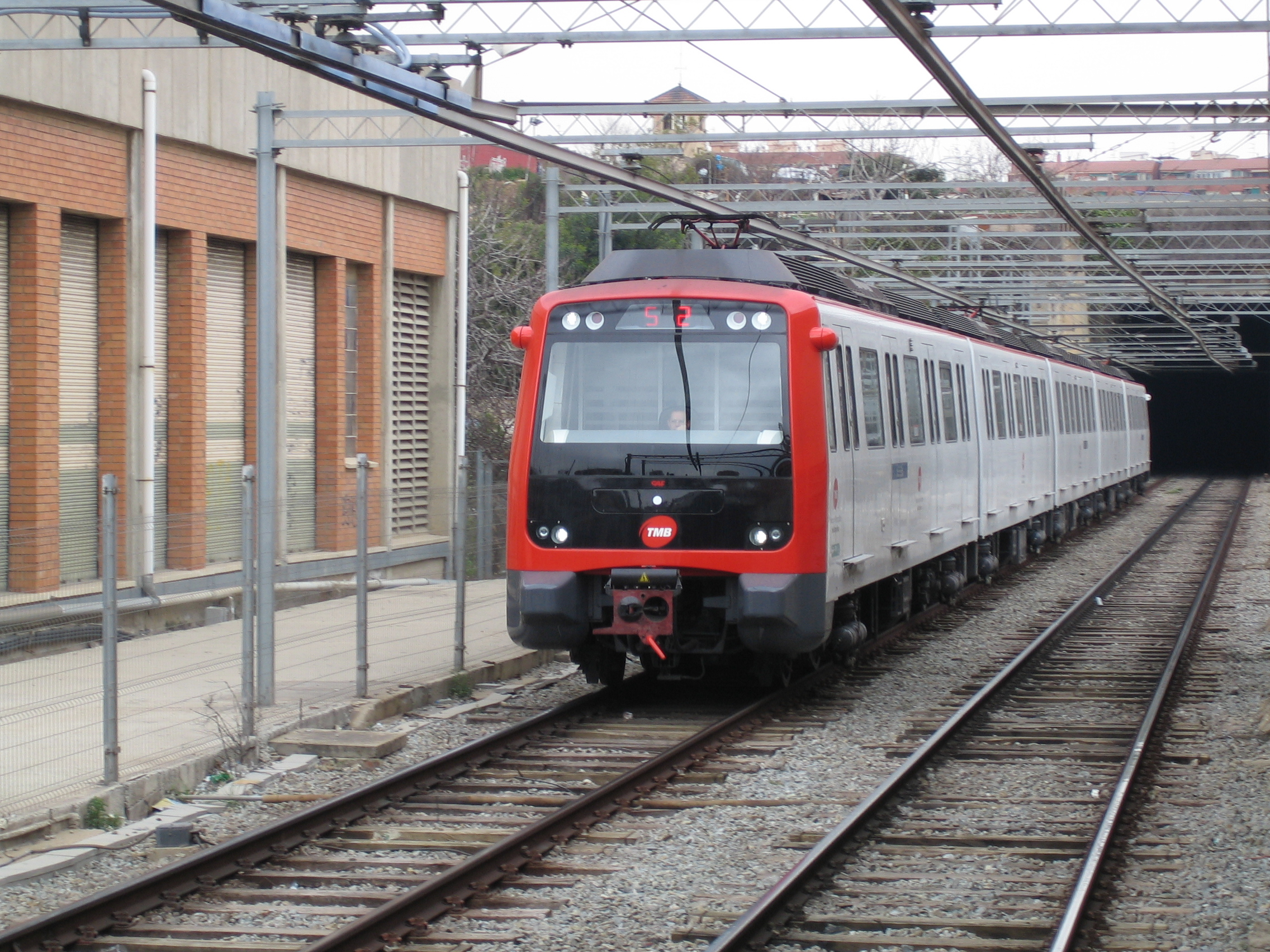
Trem modelo 5000,que circula nas linhas 3 e 5.

A Linha 2 do metropolitano de Barcelona é uma das mais modernas do sistema administrado pela TMB. Sua construção foi iniciada na metade dos anos 1950. Inicialmente, deveria unir o bairro de Horta com o centro da cidade. O seu primeiro trecho entre Sagrera e Vilapicina entrou em serviço em 1959. No ano de 1967, foi estendida de Vilapicina a Horta. Em 1970, decidiu-se incorporar este trecho e o que ainda não havia sido inaugurado entre Sagrera e Sagrada Família da nova Linha 5, o que fez a Linha 2 desaparecer por mais de duas décadas da rede do metro de Barcelona.
Os túneis entre Sagrada Família e Paral·lel permaneceram inacabados e sem uso até que se resgatou o projeto da Linha 2, na época dos Jogos Olímpicos de Verão de 1992. A intenção do Comitê dos jogos, naquela época presidido pelo prefeito de Barcelona, Pasqual Maragall, era que a nova linha chegasse ao "Anel Olímpico de Montjuïc" partindo da estação Sant Antoni; contudo, o governo da Generalidade da Catalunha, presidido por Jordi Pujol, descartou esse projeto por considerá-lo economicamente inviável. Finalmente se decidiu que a linha manteria o traçado original entre "Paral·lel" e "Sagrada Família" , trecho com sete estações, e conexão com cada uma das outras quatro linhas, estendendo além, desde  a estação "Sagrada Família" a La Pau, atendendo o bairro de "Sant Martí".
As obras não ficaram prontas para os jogos, sendo inaugurado o primeiro trecho, entre “Sant Antoni” e “Sagrada Família”, em 1995. Este trecho é caracterizado por ter dois túneis paralelos circulares como os do metrô de Londres. Entre as estações Monumental e Paral·lel os trens circulam pela esquerda (mão inglesa), diferente de todo o resto da rede. Em “Monumental“ se faz a transferência da esquerda para a direita, mediante túneis independentes a diferentes níveis.
No ano de 1996, a linha chegou a "Paral·lel" e em 1997 a "La Pau". O trecho de "La Pau" a Pep Ventura, inaugurado em 1985, pertenceu à Linha 4 até 2002.
A Linha 2 é totalmente subterrânea, e as oficinas e o pátio de manobras ficam no triângulo ferroviário na superfície, situado próximo à estação de "La Pau". A linha 2 esta integrada com a Linha 3 na estação "Paral·lel" e com a Linha 4 na estação de "La Pau".

#### Linha 3

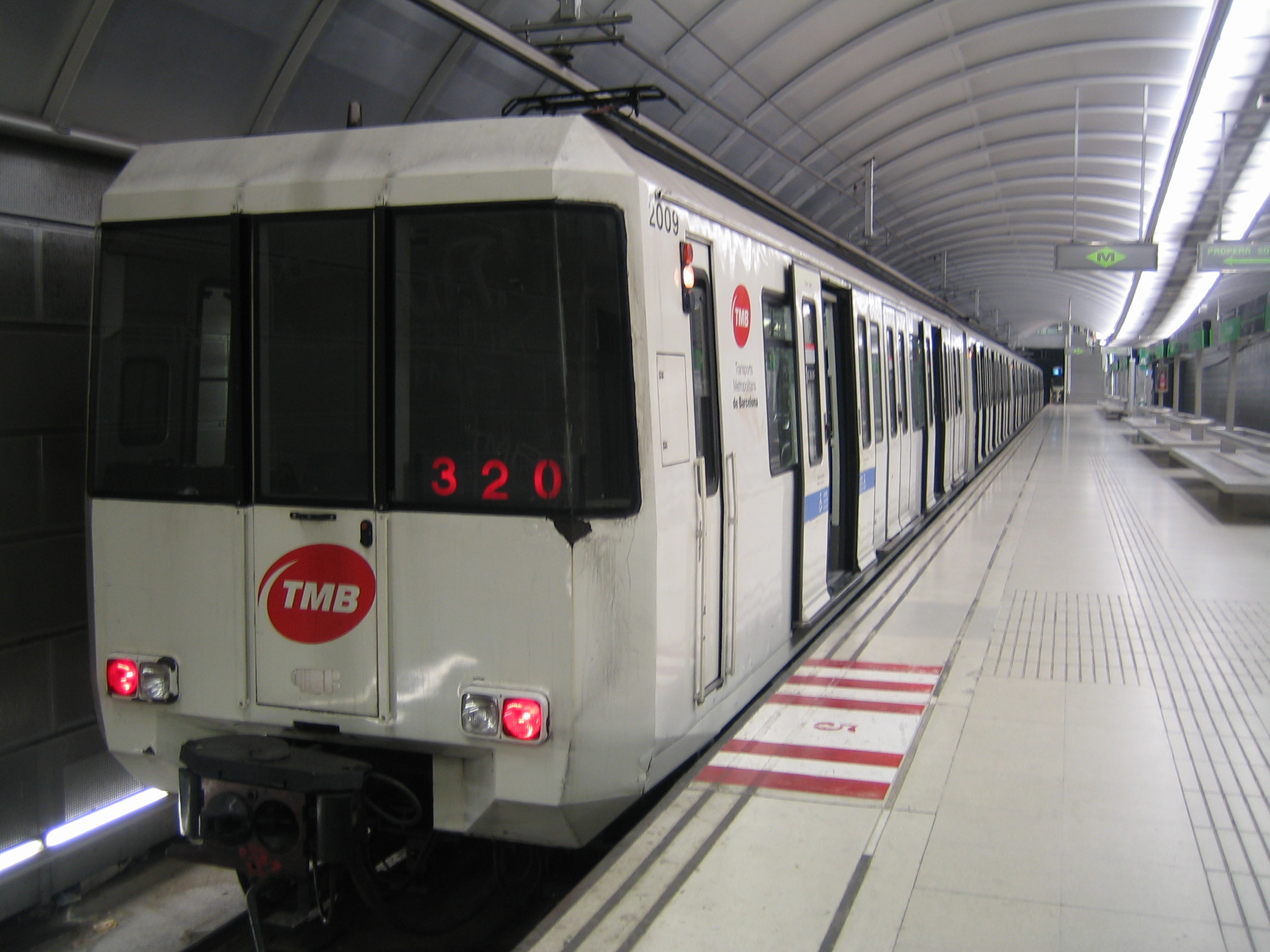
Trem modelo 2000, que circula na Linha 3.

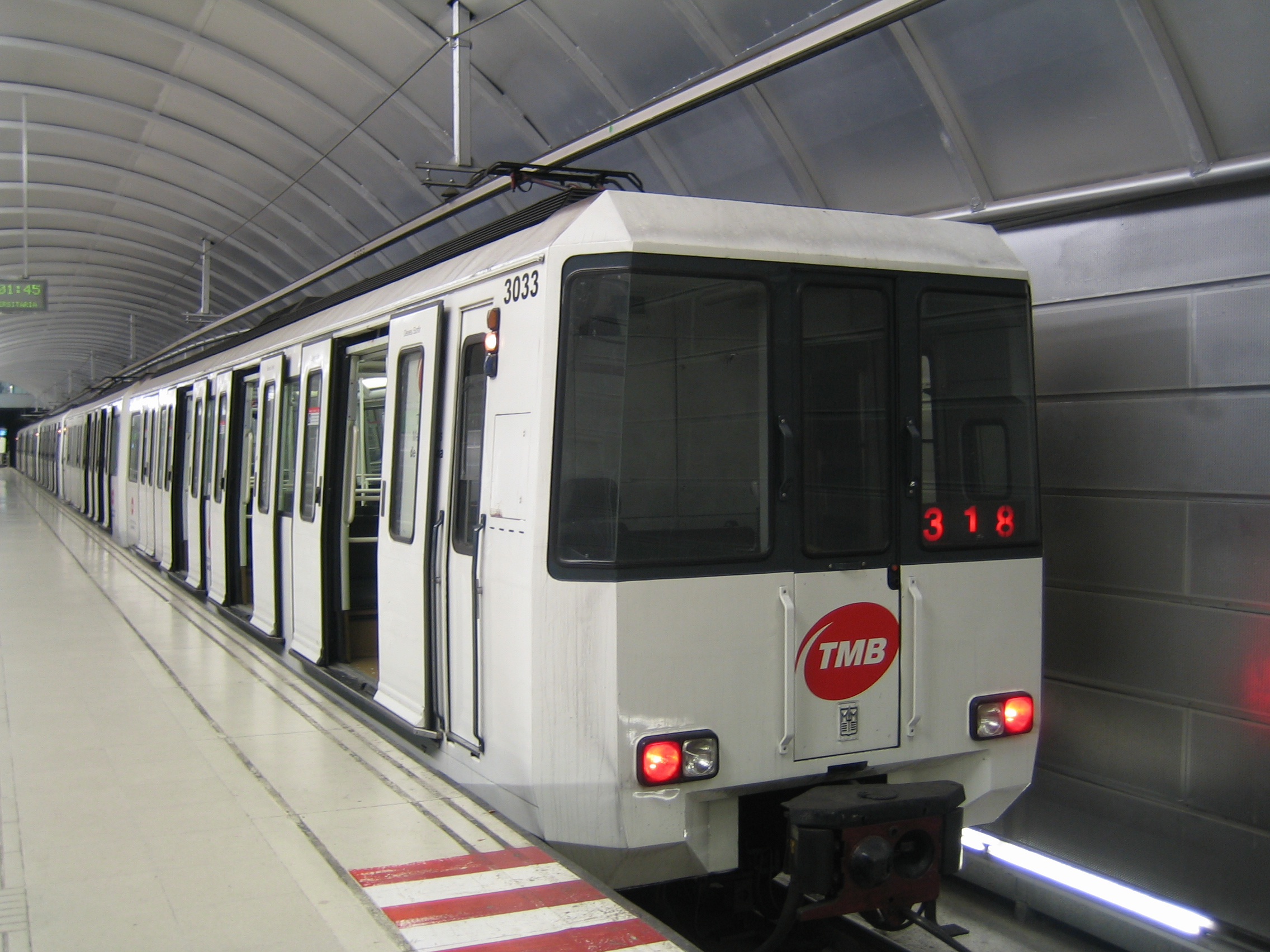
Trem modelo 3000,que circula na Linha 3.

A Linha 3 do metropolitano de Barcelona, em seu trecho entre Catalunya e Lesseps, é a mais antiga da cidade. Foi inaugurada em 31 de dezembro de 1924, com o nome de “Gran Metro de Barcelona”.
Em 1925 a linha foi estendida,abaixo de “la Rambla”, até a estação de Liceu. Em 1926 foi inaugurado um ramal desde a estação de “Cruce Aragon” , atual Passeig de Gràcia, este ramal descia pela “Vía Layetana” até a estação Jaume I, que foi o embrião da Linha 4. Em 1946 a linha teve uma tímida ampliação até rua “Ferran” , estação desativada, a aproximadamente 200 metros da estação de “Liceu”; somente no fim dos anos 1960 que a Linha 3 começou a ser prolongada até  Drassanes 1968,  Paral·lel, estação Poble Sec, em 1970 e Zona Universitària em 1975.
O trecho entre “Paral·lel” e “Zona Universitária” foi chamado de Linha 3B,  devido ao diferente sistema de alimentação elétrico,sendo necessário fazer transferência na estação de “Paral·lel”. No ano de 1985 a linha foi prolongado no seu outro extremo, desde Lesseps até  Montbau (1985) e finalmente até  Canyelles em 2001.
A linha é totalmente subterrânea e foi construída em via dupla tendo o pátio e suas oficinas construídos ao redor da estação de Vall d'Hebron. Conta com conexões para as Linha 5 em Sants Estació, com a Linha 4 em Passeig de Gràcia e com a Linha 2 em Paral·lel.

#### Linha 4
A Linha 4 do Metropolitano de Barcelona tem seu trecho mais antigo entre as estações de Passeig de Gràcia e Jaume I, quando formava parte de um dos ramais do “Gran Metro de Barcelona”, inaugurado em 1926. Em 1934 foi prolongada até “Correos”, estação desativada desde o início da década de 1970, entre as estações “Jaume I” e Barceloneta.
A Linha 4 foi ampliada com a construção do trecho entre Passeig de Gràcia e Guinardó em um extremo (1974) e Correos e Selva de Mar pelo outro (1977). Já em 1982 foi inaugurado o trecho entre Selva de Mar e La Pau e entre Guinardó e Vía Júlia (estação chamada anteriormente de Roquetes). Em 1999 foi inaugurada a extensão de Vía Júlia até Trinitad Nova. Até o ano de 2002 a Linha 4 seguia até  La Pau e Pep Ventura, trecho inaugurado em 1985 para atender a “San Adrián de Besós” e a “Badalona”, que desde 2002 pertencem a Linha 2, considerando que dessa maneira um acesso mais rápido e direto desde estes bairros ao centro de Barcelona.
A linha possui via dupla e é totalmente subterrânea, possuindo pátio de manobras e oficinas na estação de Vía Júlia no triângulo ferroviário, situado próximo da estação de La Pau.
Conta também com conexões com a Linha 5 em Maragall, com a Linha 11 em Trinitad Nova, com a Linha 1 em Urquinaona, com a Linha 3 em Passeig de Gràcia e com a Linha 2em La Pau.

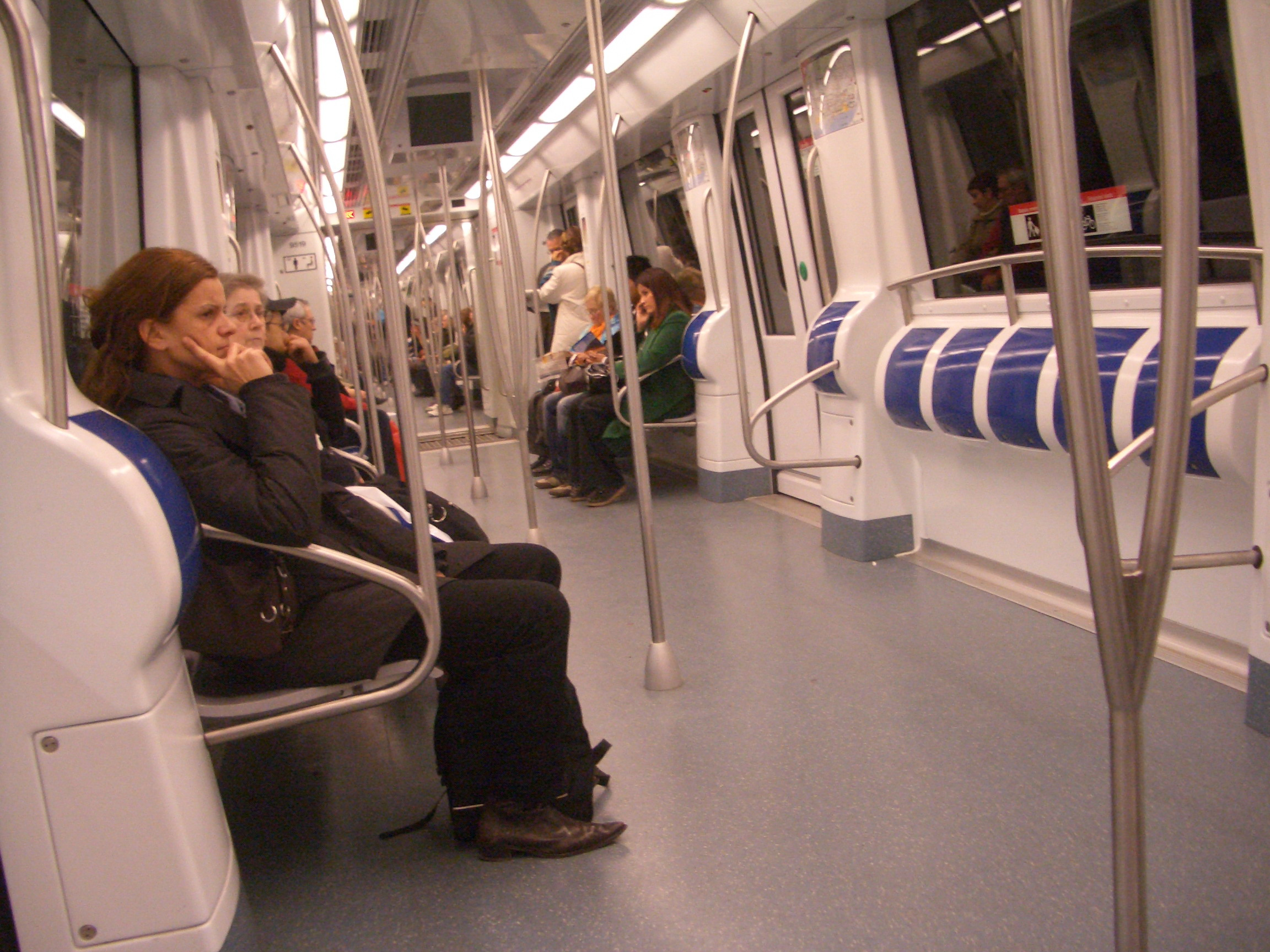
Dentro da série 9000 que circulam das linhas 2, 4, 9 e 10.

#### Linha 5
A Linha 5 do metropolitano de Barcelona foi projetada com uma linha transversal que complementaria o atendimento da linha Linha 1. O primeiro trecho a entrar em serviço foi entre as estações de Collblanc e Diagonal, em 1969. Em 1970, quando era estendida até Estação Sagrada Familia, foi incorporado o trecho entre Sagrada Família e Horta , que até então estava preparado para a Linha 2. A incorporação desse trecho foi feita de forma a ser provisória, mas acabou sendo definitiva. As obras de ampliação Linha 2 permaneceram paradas durante muitos anos.
No anos 1970, a linha foi prolongada desde Collblanc
até Pubilla Casas e Sant Ildefons, atendendo aos municípios de Hospitalet de Llobregat e Cornellá de Llobregat. O último prolongamento foi feito em 1983 entre ”Sant Ildefons” e Cornellà Centre.
A Linha 5 possui linha dupla,e é quase totalmente subterrânea exceto em um pequeno trecho próximo à estação de Can Boixeres, onde também estão localizadas as oficinas e um dos pátios da linha. A outra oficina e o segundo pátio estão situados na estação de Vilapicina . Conta com conexão com a Linha 3 em Sants Estació e a Linha 4 em Maragall.

#### Linha 9
A Linha 9 do Metro de Barcelona foi projetada para como uma linha transversal a parte superior da cidade com o objetivo de ligação as linhas verticais e ligam o aeroporto e bairros distantes do centro. Quando concluída terá 47,8 km e 52 estações.

#### Linha 10
A Linha 10 do Metro de Barcelona foi projetada para como uma linha transversal a parte superior da cidade com o objetivo de ligação as linhas verticais e ligam o Zona Franca, Badalona e bairros distantes do centro.

#### Linha 11
A Linha 11 do metropolitano de Barcelona é a mais peculiar do sistema. É uma extensão da Linha 4 em metrô leve, que é um trecho de via simples. Entretanto os túneis dessa linha foram construídos para comportar uma segunda via, caso venha a ser feita uma ampliação.
A Linha 11, projetada para atender a bairros com pouca disponibilidade de transporte coletivo, foi inaugurada em 2003, com todas as estações em via simples e plataforma única, exceto em Torre Baró - Vallbona e Can Cuiàs onde há conexão dos trens que vem em ambos os sentidos.
A linha possui conexão com a Linha 4 em Trinitad Nova, onde compartilha plataformas com as linhas R3 e R4 de "Cercanías Barcelona" (trem de suburbio),operadas pela RENFE,na estação "Torre del Baró-Ciutat Meridiana-Vallbona", a poucos metros da estação da Linha 11 Torre Baró - Vallbona. A linha é subterrânea exceto no trecho de "Torre del Baró-Vallbona".

### Linhas operadas pela"Ferrocarrils de la Generalitat de Catalunya – FGC"

#### Linha 6

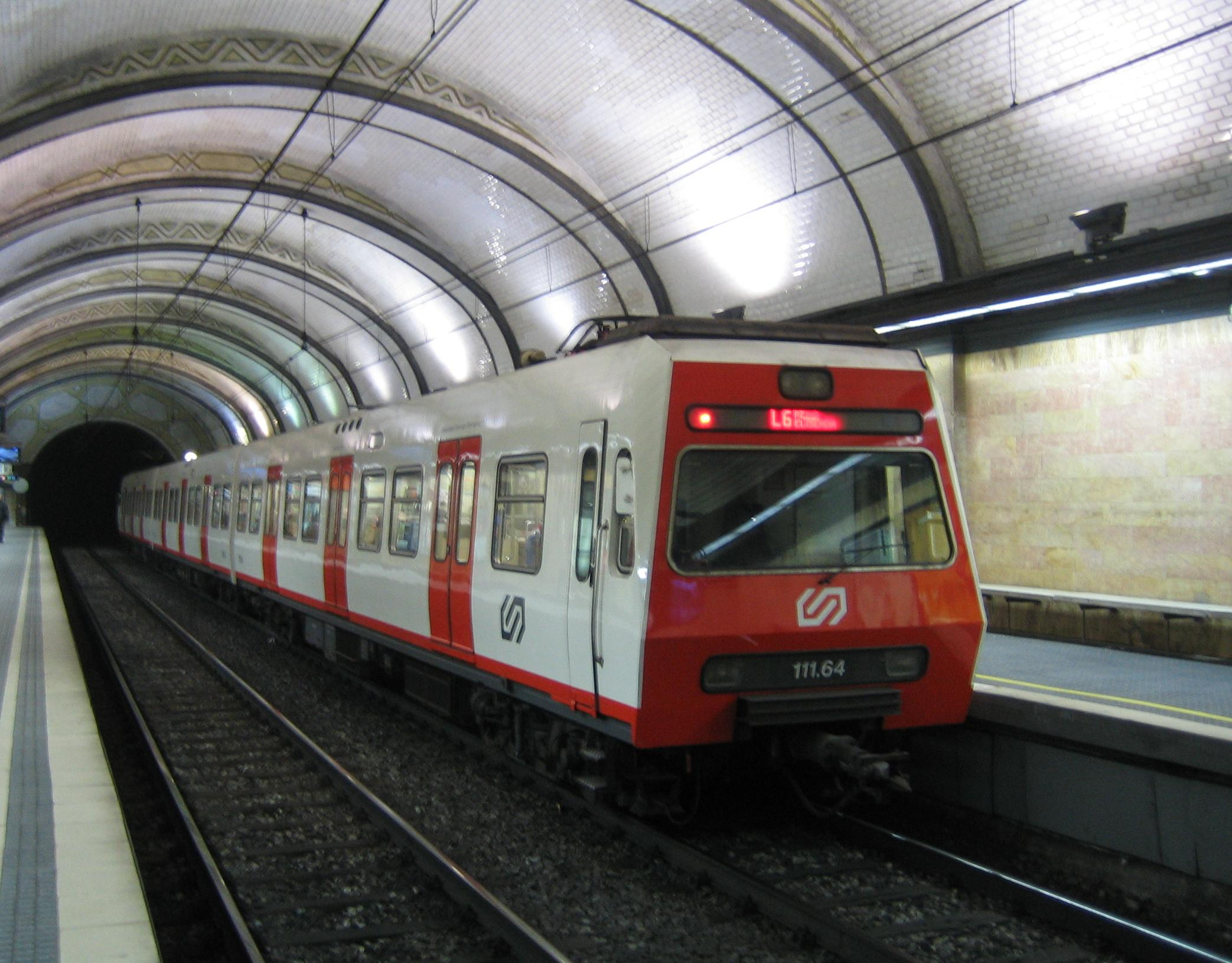
Trem modelo 111 operado pela FGC

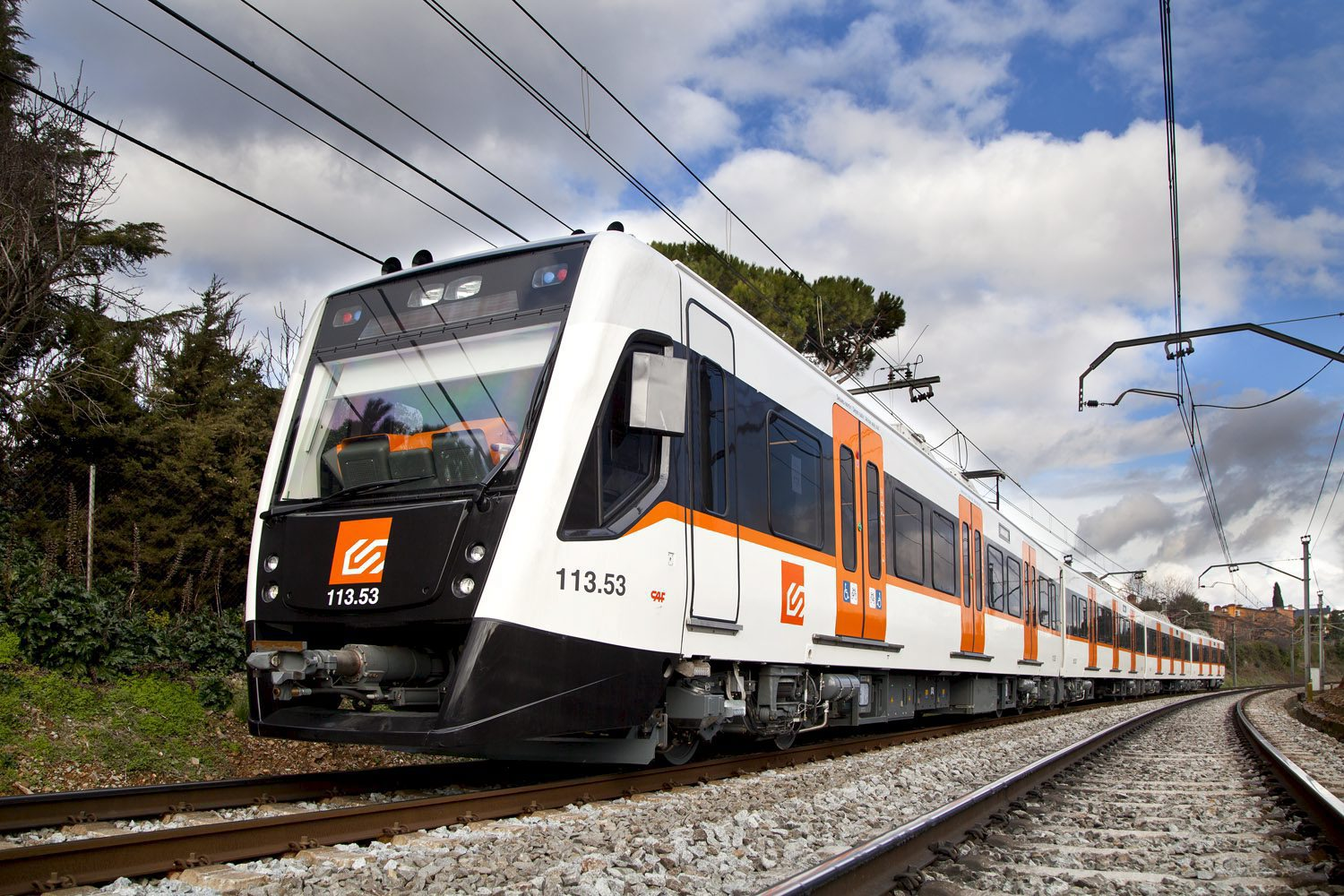
Trem modelo 113 operado pela FGC

A Linha 6 do metro de Barcelona, recebeu essa demoninação após sua administração ser repassada à FGC, desde a estação da Plaça de Catalunya até Sarrià.
A via férrea por onde circula poderia ser considerada uma das mais antigas ferrovias de trem urbano do mundo, ja que o Ferrocarril de Sarrià a Barcelona, também conhecida como Tren de Sarrià, em superfície, a tração de vapor, e bitola ibérica, foi inaugurado em 1863. Ligava Barcelona com as vilas, até então independentes, de Gràcia, Sant Gervasi e Sarrià, na época faziam apenas 9 anos que as muralhas de Barcelona haviam sido derrubadas.
A extensão de "Eixample" e a consolidação da urbanização do "Plano de Barcelona" fizeram com que se decidisse reconstruir o trecho de Barcelona de forma subterrânea, em 1929. Em 1976 foi finalizado o ramal até Reina Elisenda.
Não existem planos de estender essa linha, porém é possível que a futura Linha 12 tenha precisamente seu início em Reina Elisenda. A Linha 6 compartilha vias com a Linha 7, que se separa para ir até "Tibidabo", e com as linhas suburbanas de "FGC".

#### Linha 7

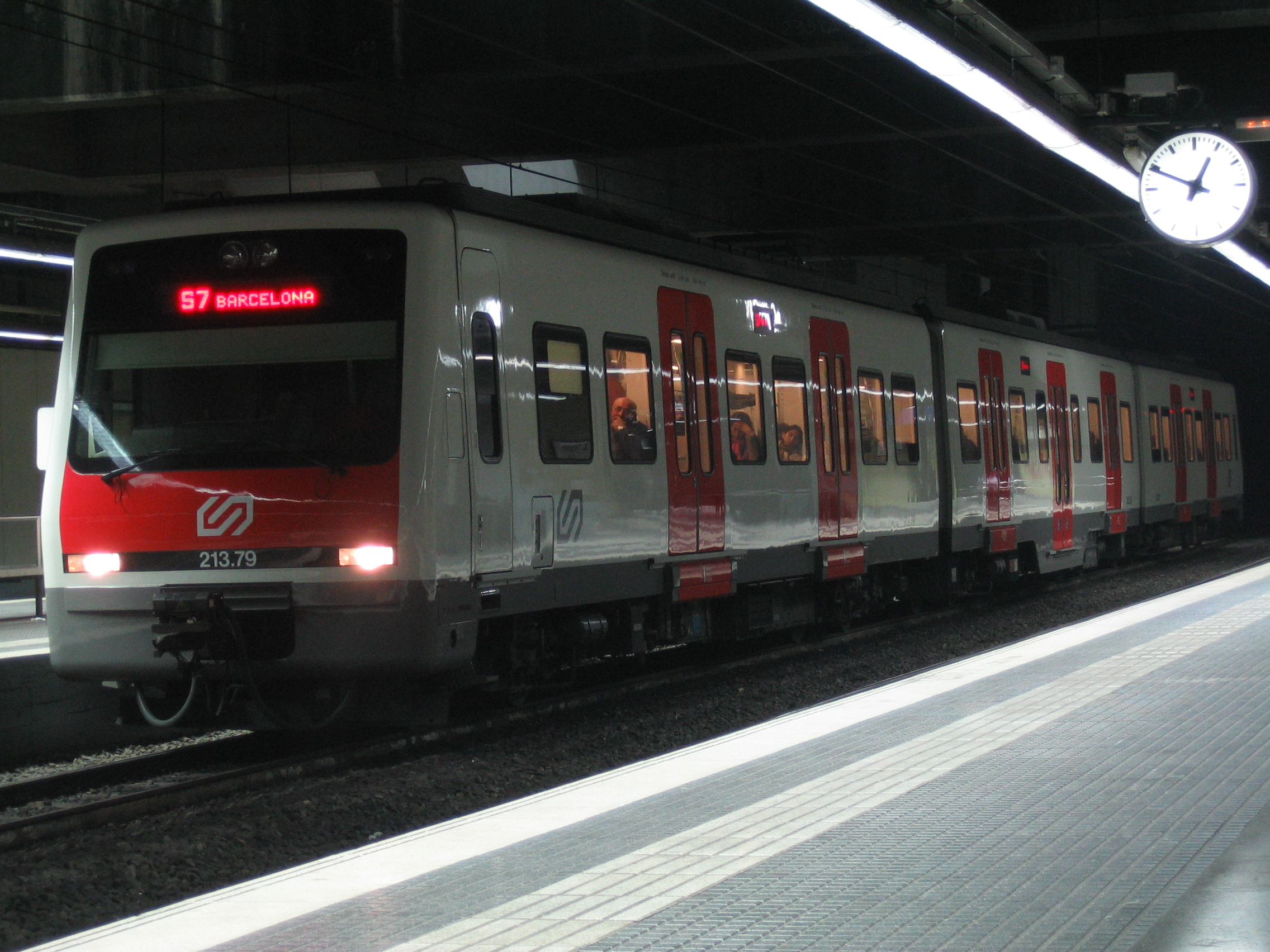
Trem modelo 213 operado pela FGC.

Linha 7 é o nome que rececbeu o antigo serviço de metro que era reailizado pelos trens da linha do "Metro del Vallès" da "FGC"   inaugurado em 1954, que leva a Avinguda de Tibidabo, ao pé desta montanha. Esta linha chamada "Línia de Balmes" (em catalão), corre pela cidade de Barcelona, quase integralmente sob a rua de mesmo nome, a rua Balmes.

#### Linha 8
Linha 8 é a denominação do percurso de metro operado pela "FGC", entre as estações Espanya e Moli Nou - Ciutat Cooperativa, esta linha também é conhecida por Metro del Llobregat. O enterramento total da linha até o rio Llobregat, a melhoria na frequencia entre trens, e a abertura de novas estações em Barcelonapropiciou melhoria nos serviços, com trens circulando entre 3-5 minutos em horário de pico. A linha ferroviária original "Baix Llobregat", tem a sua origem no transportes de mercadorias, especialmente sal mineral de Súria-Cardona,e produtos texteis de Llobregat e de Anoia. Em 1912 foi inaugurado o trecho Magòria-La Campana - Martorell por onde circula a Linha 8. A linha de metro foi construído com bitola métrica (1.000 mm), utilizando o mesmo leito da linha ferroviária.

#### Linha 12
A Linha 12 do metro de Barcelona, recebeu essa demoninação após sua administração ser repassada à FGC, desde a estação da Sarrià até Elisenda de Moncada.

## Linhas em construção ou projeto

### Linha 9eLinha 10
As linhas 9 e 10 estão em construção, inaugurada por seções, em 2009 secção norte L9 (Can Zam - La Sagrera), em 2010 secção norte L10 (Gorg - La Sagrera) e 2016 secção sul L9 (Zona Universitaria - Aeroport T1). Seção sul L10 (Zona Universitària - Zona Franca) e tronco central (Zona Universitària - La Sagrera), ligando as seções, está em construção. Previsões de fim para toda a linha são para 2020.
Cruzam a cidade de Barcelona, atendendo uma ampla região desde Badalona e Estação Santa Coloma até Zona Franca e o Aeroporto Internacional de Barcelona "El Prat", passando por Hospitalet de Llobregat.
As duas linhas compartilham um tronco central entre Bon Pastor e Gornal, passando por Sagrera, Guinardó, Lesseps, "Campus Nord" e "La Torrassa".
Cada um dos extremos deste troco central bifurcará em dois ramais: em direção a "Badalona" e "Santa Coloma" ao norte , e El Prat de Llobregat, Aeroporto e Zona Franca para o sul.
Sera alinha de metro mais longa da Europa com 42,6 quilômetros e 51 estações Esta obra tem, como principal característica, a construção em grande profundidade, para evitar trechos de linhas de metro e ferrovias existentes. Esta forma construtiva facilitará as obras, ocasionando, entretanto, maior tempo para o acesso dos passageiros das ruas até as plataformas de embarque. Está prevista a instalação de grandes elevadores a fim de minimizar este inconveniente.
Somente o trecho do ramal para "Zona Franca" será construído em viaduto, face à característica da área.

### Linha 12
Esta é uma nova proposta em discussão para a Linha 12 do Metro de Barcelona. Ele tem, como principal característica, a integração dos serviços de metro com os demais transportes coletivos, em especial o trem de subúrbio "Cercanías" e o elétrico Trambaix, facilitando o acesso de Baix Llobregat a Barcelona. A inauguração está prevista a partir de 2015.

### Linha 13
Esta linha é um prolongamento da Linha 2, da estação  de "Morera" até "Hospital Can Ruti". Poderá ser construída como uma linha de Metro Ligeiro. Farão parte, desta linha, as estações: Morera, Canyet e Can Ruti. A inauguração está prevista a partir de 2015.